# كمال صالح
كمال صالح هو اقتصادي ماليزي، ولد في 1946.